# Rachelle Ferrell
Rachelle Ferrell (Berwyn, 1961) is een Amerikaanse jazzzangeres, die ook succes had als r&b-, pop- en gospelzangeres. Hoewel ze enig succes heeft gehad in de mainstream r&b-, pop-, gospel- en klassieke muziekcircuit, staat ze bekend om haar talenten als hedendaagse jazzzangeres. In de hedendaagse jazz staat ze bekend om haar inleving, controle, bereik, geïmproviseerde vocale percussie, scatting en toegang tot het fluitregister.

## Biografie
Ferrell begon op zesjarige leeftijd te zingen en ontwikkelde op volwassen leeftijd een bereik van zes octaven. Haar assortiment omvat ook de mogelijkheid om te zingen in het fluitregister. Ferrells hoogste noten in It Only Took A Minute (1992) zijn beschreven als 'Minnie Riperton-achtig gejammer'. Ze kreeg op jonge leeftijd klassieke viool- en pianolessen en trad als tiener professioneel op beide instrumenten en als zangeres op. Nadat ze zich had ingeschreven voor het Berklee College of Music en een jaar later afstudeerde, nadat ze het arrangeren had geleerd en haar vaardigheden in zang en songwriting had ontwikkeld, kreeg ze een baan als docente muziek voor de New Jersey State Council on the Arts naast Dizzy Gillespie.
Van 1975 tot 1990 zong Ferrell als achtergrondzangeres voor Lou Rawls, Patti LaBelle, Vanessa Williams en George Duke. Ferrells debuut First Instrument werd uitgebracht in 1990 in Japan, vijf jaar voorafgaand aan de publicatie in de Verenigde Staten. Opgenomen met bassist Tyrone Brown, pianist Eddie Green en drummer Doug Nally, namen ook verschillende beroemde jazzbegeleiders op haar album op. Onder hen bevonden zich trompettist Terence Blanchard, pianisten Gil Goldstein en Michel Petrucciani, bassisten Kenny Davis en Stanley Clarke, tenorsaxofonist Wayne Shorter en toetsenist Pete Levin. Haar kijk op standards als You Send Me van Sam Cooke, What Is This Thing Called Love? van Cole Porter en My Funny Valentine van Rodgers en Hart bezorgde haar een aanzienlijk Japans jazzpubliek.
Ferrells gelijknamige album uit 1992 werd uitgebracht door Capitol Records. Ze heeft ook jazzalbums uitgebracht bij Blue Note Records.
In 2014 verscheen Rachelle Ferrell in de nieuwe webserie Now What with Kevin E. Taylor, waar ze de seizoenspremière van de serie was. Ferrell besloot, bewogen door Spirit, om haar hele interview te zingen en op een gegeven moment bracht ze de gastheer tot tranen toe.

## Discografie
- Live in Montreux (2002, Blue Note)
- Individuality (Can I Be Me?) (2000, Capitol Records/EMI)
- Rachelle Ferrell (1992, Capitol Records)
- Rachelle Ferrell / First Instrument (1990, Blue Note)

- Bibliothèque nationale de France: cb13977810s (data)
- Gemeinsame Normdatei: 134793633
- International Standard Name Identifier: 0000 0000 5518 0900
- Library of Congress Control Number: no95050102
- MusicBrainz: 58ef4b35-02f7-4fae-994a-f6324211d2dc
- Nationale Bibliotheek van Israël: 987007393663405171
- Virtual International Authority File: 49416615
- WorldCat: E39PBJxxhH3MXk7xxxfpyB9qwC